# Platycerus rugosus
Platycerus rugosus là một loài bọ cánh cứng trong họ Lucanidae. Loài này được Okuda mô tả khoa học năm 1997.